# 崔光韶
崔光韶（さい こうしょう、生没年不詳）は、北魏の官僚。本貫は清河郡東武城県。

## 経歴
太原郡太守の崔幼孫（崔亮の叔父）の子として生まれた。親に仕えて孝行で知られた。奉朝請を初任とした。弟の崔光伯とは双子で、たいへん仲が良かった。吏部尚書の李沖を通じて、崔光伯に官を譲りたいと請願した。李沖がこのことを奏聞すると、孝文帝はこれを許した。太和20年（496年）、光韶は司空行参軍となり、従叔の崔和に官を譲りたいと請願した。崔和もへりくだって断ったので、孝文帝はこれを褒めて、崔和を広陵王国常侍とした。まもなく光韶は秘書郎を兼ね、掌校華林御書をつとめた。
孝明帝の初年、光韶は青州治中に任じられた。後に司空騎兵参軍となり、さらに司徒戸曹を兼ねた。済州輔国府司馬として出向し、済州刺史の高植の知遇を得て、州の行政事務の多くを委ねられた。青州平東府長史に転じた。平東府長史の任を解かれ、知青州事を命じられた。光韶は清廉実直で判断が明晰であったため、民衆や官吏に敬愛された。洛陽に入朝して司空従事中郎となったが、老齢の母を養うため官を退いて帰郷した。長らくを経て、司徒諮議参軍として召されたが、固辞して受けなかった。
建義元年（528年）、邢杲が河北の流民十数万を率いて反乱を起こし、州郡を攻略していた。青州の人々は光韶を長史として反乱に対処させるよう青州刺史の元世儁に推挙した。ときに陽平郡の路回が斉土に寓居していたが、邢杲とひそかに連絡しあって、反乱軍を青州の城郭に引き入れようとした。光韶は臨機応変な対処で反乱軍を退却させた。元世儁は光韶の功績を朝廷に報告し、朝廷から慰労の使者が送られた。ほどなく光韶は東道軍司となった。永安2年（529年）、元顥が洛陽に入ると、黄河以南の地方は元顥になびこうとしていた。斉州刺史の広陵王元欣が文武の官を集めて、意見を聞いた。光韶が「元顥は賊臣乱子である」と断言し、長史の崔景茂や前の瀛州刺史の張烈や前の郢州刺史の房叔祖や隠士の張僧皓らが光韶の意見に賛同したため、元欣は元顥の使者を斬った。
ほどなく光韶は輔国将軍・廷尉少卿として洛陽に召還された。着任しないうちに太尉長史に任じられ、左将軍の号を加えられた。まもなく廷尉卿に転じた。ときに秘書監の祖瑩が不正な財産隠匿の罪で弾劾されると、光韶は法により重い処分を下そうとした。しかし太尉の城陽王元徽や尚書令の臨淮王元彧や吏部尚書の李神儁や侍中の李彧といった当時の権勢家たちが祖瑩に寛大な処分を求めてきた。光韶は厳然とした態度で反論し、重い処分を撤回しなかった。
永安3年（530年）、孝荘帝が爾朱栄を殺害し、爾朱氏が兵乱を引き起こすと、光韶は郷里に帰った。後に刺史の侯淵が任地の異動に疑心暗鬼にかられ、軍を益都にとどめ、反乱を起こそうと図った。数百騎を夜間に南郭に入れ、光韶を攫い、兵で脅して、反乱の計画立案に参加させようとした。光韶は「およそ兵を起こす者には、大義名分が必要です。使君の今日の挙はただ乱を起こそうしているだけです。父老がまたどのような計を知っておりましょうか」と答えた。侯淵は光韶の言を恨んだが、あえて害そうとしなかった。まもなく光韶は征東将軍・金紫光禄大夫の位を受けたが、出仕しなかった。
のちに光韶は71歳で死去した。東魏の孝静帝の初年、散騎常侍・驃騎将軍・青州刺史の位を追贈された。

## 人物・逸話
- 光韶は博学で弁論に強く、理論を最も好み、人倫名教から利害得失にいたるまで論じ尽くし、少しもあいまいなところを残そうとしなかった[8][13]。
- 光韶は家の財産は足りていたが、性格が吝嗇で、その衣はくたびれ、馬は痩せていて、食事も雑で薄味なものであった[8][13]。
- かつて光韶が洛陽にいたとき、同里に住む王蔓が夜間に強盗に遇い、その2子を殺害される事件が起こった。孝荘帝が黄門の高道穆に捜査追捕を命じると、高道穆らは坊内の家屋ごとに搜索をはじめた。光韶の邸にいたって、綾絹や銭や布や箱が山積みになっているのが発見された。このことを知った者たちはかれの吝嗇ぶりを非難した[8][13]。
- 光韶の家の資産は、みな弟の崔光伯が経営していたものであった。崔光伯が亡くなると、光韶は崔光伯の契約書を全て焼き捨ててしまった。河間の邢子才がかつて銭数万を借りていて、後に返済してきた。光韶は「これは亡くなった弟が貸し借りしたもので、僕は知らない」と言って受け取らなかった[8][13]。
- 刺史の元弼の前妻は、光韶の後妻の兄の娘という関係であった。元弼は欲深い性格で、多くの不法行為をおこなっていた。光韶は肉親の情から、口を極めてかれの非を責めた。このため元弼は光韶を憎むようになった。ときに耿翔が州境で反乱を起こすと、元弼は光韶の子の崔通が反乱軍と連絡していると誣告し、光韶の一家を獄中に叩きこんだ。たまたま樊子鵠が東道大使となり、その冤罪を知ったため、審理して光韶一家を出獄させた。ある人が光韶に樊子鵠のもとを訪れて感謝を述べるよう勧めると、光韶は「羊舌大夫がすでに事を成したのに、どうして行く必要があろうか」といった[9][13]。

## 伝記資料
- 『魏書』巻66 列伝第54
- 『北史』巻44 列伝第32